# État de Saylac et Lughaya
L'État de Saylac et Lughaya ou Salel (en somali : Gobolka Salel ee Somaliland), est une région autonome rattachée au Somaliland depuis 2017.

## Aperçu
Le contrôle local des régions est disputé entre la région autonome Awdalland et le Somaliland, dont l'indépendance n'a pas été reconnue par les instances internationales.